# Liste der Premierminister von Kuwait
Diese Liste enthält die bisherigen Premierminister von Kuwait, die bislang allesamt verschiedenen Linien der herrschenden Al-Sabah-Dynastie angehörten. Mehrere Regierungschefs dieses Staates fungierten später auch als Staatsoberhaupt, die ersten fünf Premierminister finden sich daher auch in der Liste der Emire von Kuwait.

## Amtsträger
| #    | Bild                 | Name                          | Amtsantritt       | Amtsaustritt            | Kommentar |
| ---- | -------------------- | ----------------------------- | ----------------- | ----------------------- | --- |
| 1.   | Abdullah as-Salim    | Abdullah as-Salim (1895–1965) | 17. Januar 1962   | 26. Januar 1963         | in Personalunion, fungierte zugleich als Emir |
| 2.   | Sabah as-Salim       | Sabah al-Salim (1913–1977)    | 2. Februar 1963   | 27. November 1965       | Halbbruder seines Amtsvorgängers; drei Tage nach dessen Tod gab er sein Amt auf, da er ihm auch als Emir folgte |
| 3.   | Sabah as-Salim       | Dschabir al-Ahmad (1926–2006) | 27. November 1965 | 8. Februar 1978         | Großneffe des Vaters seines Amtsvorgängers; sechs Wochen nach dessen Tod gab er sein Amt auf, da er ihm auch als Emir folgte                                                                                       |
| 4.   | Sa'ad al-Abdallah    | Sa'ad al-Abdallah (1930–2008) | 8. Februar 1978   | 13. Juli 2003           | Sohn des ersten Amtsträgers und Cousin zweiten Grades seines Amtsvorgängers, dem er auch als Emir folgte |
| 5.   | Sabah al-Ahmad       | Sabah al-Ahmad (1929–2020)    | 13. Juli 2003     | 30. Januar 2006         | Bruder des dritten Amtsträgers und Cousin zweiten Grades seines Amtsvorgängers, dem er auch als Emir folgte |
| 6.   | Nasir al-Muhammad    | Nasir al-Muhammad (* 1940)    | 7. Februar 2006   | 28. November 2011       | Neffe seines Amtsvorgängers |
| 7.   | Dschabir Mubarak     | Dschabir Mubarak (1942–2024)  | 30. November 2011 | 19. November 2019       | Urenkel des Großvaters der beiden ersten Amtsträger und Cousin zweiten Grades des Vaters seines Amtsvorgängers; erster Premierminister, der weder der Dschabir-, noch der Salim-Linie des Herrscherhauses angehört |
| 8.   | Sabah al-Khaled      | Sabah al-Khaled (* 1953)      | 19. November 2019 | 19. Juli 2022           | väterlicherseits: Cousin ersten Grades seines Amtsvorgängers; mütterlicherseits: Neffe des dritten und fünften sowie Cousin ersten Grades des sechsten Amtsträgers                                                 |
| 9.   | Mohammad al Salem    | Mohammad al-Salim (* 1955)    | 19. Juli 2022     | 24. Juli 2022           | Cousin zweiten Grades seines Amtsvorgängers und Sohn des zweiten Amtsträgers |
| 10.  | Ahmad Nawaf al-Ahmad | Ahmad Nawaf al-Ahmad (* 1956) | 24. Juli 2022     | 4. Januar 2024          | Neffe des dritten und fünften sowie Cousin ersten Grades des sechsten Amtsträgers; Neffe des aktuellen Emirs, eines Cousins zweiten Grades seines Amtsvorgängers                                                   |
| (9.) | Mohammad al-Salim    | Muhammad al-Salim (* 1955)    | 4. Januar 2024    | 15. April 2024          | Cousin zweiten Grades des achten Amträgers und Sohn des zweiten Amtsträgers |
| 11.  | Ahmad al-Abdullah    | Ahmad al-Abdullah (* 1952)    | 15. April 2024    | amtierend (Stand: 2024) | Cousin des 9. und 10. Amtsträgers |